# Milfulls
Els milfulls és un pastís el qual es fa amb capes de pasta fullada. Segons el tipus de cuina que siga, pot acompanyar-se amb crema pastissera, dolç de llet, etc. Aquesta coca es menja freda.
El nom francès d'aquesta pasta es refereix al nombre elevat de fulls de pasta que el componen. Donat el mètode tradicional de preparació de la pasta de full, de doblegaments de tres parts en sis passos, els milfulls en realitat contenen 729 parells de folíols. L'adopció més recent d'un plec en dos per part de certs cuiners condueix a un milfulls amb un nombre diferent de capes, 2048 parells en el cas de la recepta d'André Guillot. En molts països de llengua anglesa, països nòrdics i eslaus, les receptes locals de milfulls de la mateixa naturalesa fan referència al prenom Napoleó. Aquest nom sembla relacionat amb l'adjectiu francès "napolità", la ciutat de Nàpols essent una de les fonts citades per aquesta recepta, que identifica el prenom de Napoleó d'ençà que fou ascendit posteriorment per les guerres napoleòniques.